# Dominique Sels
 (novembre 2024).
Dominique Sels, née le 15 octobre 1959 à Paris, est un écrivain français. À 19 ans, âge auquel elle obtient une licence de mathématiques, elle compose Camarillo, Adios les Seventies, roman d'apprentissage : la prose poétique, soudain scabreuse, peint la cruauté des années 1970. Parmi les essais, Les Mots de l'amour arrivent d'Athènes, commentaire du Banquet de Platon, présente le vocabulaire de l'amour dans ce texte fondateur. Les racines de ce vocabulaire ont voyagé et vivent dans notre langue. Afin d'être accessible à tout le monde, Dominique Sels a translittéré les citations grecques : par conséquent le lecteur qui ne peut pas lire le grec ancien peut tout de même le lire phonétiquement, accéder à sa musique  – et reconnaître les racines de mots qui lui sont familières.

## Biographie
Le nom de famille Saenz a été francisé en Sels par l'officier l'Etat-civil à la naissance d'Antoine Sels, dont Dominique Corinne Marie Sels est la petite-fille. Catalan français et catholique, né dans le village d'Oms (Pyrénées-Orientales), Antoine Sels(1893-1975) intègre la nouvelle École supérieure d'aéronautique (Supaéro). Il épouse Madeleine Inglès Cahuzac. Antoine Sels est un compagnon de promotion puis de travail, pendant une cinquantaine d'années, de Marcel Bloch, qui prendra le nom de Marcel Dassault.
Côté maternel, Dominique Sels est l'arrière petite-fille de Corinna Fortunata Moreno et du Dr Albert Cattan(Tunis, 1875-Pennaroya, 1932), médecin et homme politique français, fondateur de la  SFIO de Tunis. En 1899, alors qu'il étudie la médecine à Lyon, Albert Cattan anime  avec Marius Moutet et Georges Lévy (homme politique) le groupe des étudiants socialistes. Il se mobilise en faveur d'Alfred Dreyfus. En 1908, Cattan fonde avec une poignée d'amis la Fédération socialiste de Tunisie. Il en est le premier secrétaire général ; il est directeur politique du Tunis socialiste, et le premier élu socialiste à la Conférence consultative. Médecin, Cattan consulte en arabe, en italien et en français ; il œuvre à la salubrité de la ville de Tunis, notamment dans le quartier du ghetto.
Albert Cattan laisse des carnets de guerre, ayant dirigé une ambulance – un hôpital dans les tranchées sur le front de l'Est, au poste de Chauffour. Victor Cattan, né en 1870 et élu bâtonnier de Tunis en 1910,  est son frère. Cette famille a circulé à Livourne, Marseille, Tunis, Rome et compte en son sein de nombreuses unions entre Granas et   Twansa.

## Œuvre
Dominique Sels travaille les voix masculines, par le dialogue ou le discours indirect libre. Son premier personnage masculin, Toni Camarillo, musicien captivant, a peur de l'amour. Philippe, un cadre rangé, plein de bonté se révolte contre l'ivresse de puissance des mandarins (Rêverie et fécondité). Geoffroy Cappdeville pleure son amie franco-tchadienne  en mesurant le gouffre qui la séparait d'elle  (Chère Indolente est le roman d'une métisse née l'année de l'indépendance du Tchad). Jeune psychiatre, Pierre-Louis Finzi, dont la voix douce recèle un marais de violences (Passy), aurait bien du mal à trouver une femme de médecin à l'ancienne.
Un des thèmes de l’œuvre de Dominique Sels est une certaine rivalité entre le désir charnel et le désir de parler, qu'on retrouve dans Camarillo, dans La petite maîtresse, dans la pièce de théâtre Festin de jeunesse et bien sûr, à sa source, dans son commentaire du Banquet de Platon intitulé Les mots de l'amour arrivent d'Athènes. On sait qu'Alcibiade  aimerait inviter dans son lit Socrate : celui-ci décline l'invitation et lui préfère, et lui oppose, l'exercice de la parole.
Eden en friche (1990), est remarqué par Michel Crépu dans La Croix. Pierre Vidal-Naquet aime ce récit d'enfance et essai, tissé d'éléments biographiques.
Pendant son enfance puis son adolescence, Dominique regrette que sa mère, une fois de retour de l'École freudienne de Paris dont celle-ci est bibliothécaire, continue de taper les séminaires de Jacques Lacan qui tapissent la maison, et de traduire pour celui-ci les choses qu’il lui a demandées, notamment "les  mémoires d’un marionnettiste", que sont les Mémoires d’un névropathe, de Daniel Paul Schreber (traduction de Paul Duquenne et Nicole Sels, 1975, éd. du Seuil), livre à l'origine des travaux de Freud sur la paranoïa. Dominique finit par elle-même acheter une machine à écrire, pour apostropher le lecteur invisible qui accapare sa mère rivée à sa machine à écrire, telle est la structure d’Eden en friche. Parce que sa mère était enfant pendant la guerre, Dominique Sels a écrit Éden en friche dans la réminiscence du roman Le Jardin des Finzi-Contini, pour perpétuer, par delà l'horreur, le bonheur du jardin et de la maison dans les familles juives de la Méditerranée.
Dans Les Plus Beaux Diamants du monde (Notes de nuit), dont ce n’est pas le thème, elle donne un portrait sensible de Jacques Lacan venant de dissoudre son École, sous les traits du professeur Jacques Humbert.
Dans la postface des Mots de l’amour arrivent d’Athènes, commentaire du Banquet, elle dépeint l'atmosphère de la classe de grec en Sorbonne, et rend hommage à ses professeurs de grec (Annick Lallemand et Anne Lebeau), mais aussi de chimie (Olivier Kahn) et de français (Anne Grandsenne). Dominique Sels met là à profit une incursion à la Sorbonne (DEUG de lettres classiques), après des premières études : une maîtrise de mathématiques à Orsay et un DEA d’épistémologie et d’histoire des sciences à Jussieu.
Dominique Sels représente dans Les Plus Beaux Diamants du monde son éditeur et ami le romancier Michel Bernard (1934-2004), auteur de La Négresse muette, et de Brouage, sous le personnage de Raphaël : un séducteur extraordinaire, prosateur baroque, homme si discret en société "qu'il ne figure pas sur ses photos", il "appartient au dix-septième ou au dix-huitième siècle, à la forêt, au marais (…) - davantage au grand siècle qu'à l'autre peut-être, où il fait déjà trop clair, trop raisonnable." La forme des Notes de nuit, adoptée pour Les Plus Beaux Diamants du monde, est inspirée de la littérature japonaise du XIe siècle, où les écrits intimes d'auteurs féminins formaient un genre important. Dans le roman Camarillo et dans Les plus Beaux Diamants du  monde (notes de nuit), les voix érotiques des hommes sont éruptives. C'est le nu masculin qui caractérise le diptyque formé par Camarillo et par Les plus Beaux Diamants du monde.
La petite maîtresse (salon  Botul du 28 mai 2009, publié en 2010) s'intéresse aux amours avec écart d’âge tournées vers la création  -plutôt que vers la famille. Alors que de telles amours, vouées à la transmission de la connaissance entre un aîné et un être jeune, étaient masculines en Grèce antique, Dominique Sels note qu’elles existent aujourd’hui plus largement, peu importe le genre de l’un ou de l’autre (Édith Piaf et ses jeunes amis comme Georges Moustaki; Auguste Rodin et Camille Claudel, etc.)

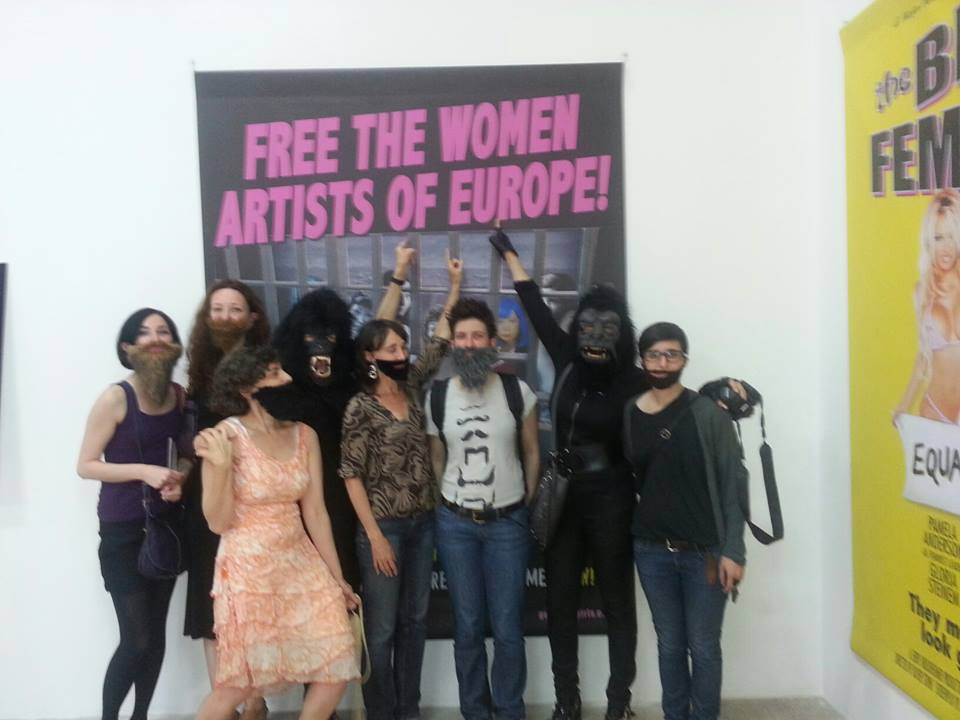
La Barbe retrouve les Guerrilla Girls au Palais de Tokyo. D. Sels est vêtue d’une robe orangée (Paris, 20 juin 2013).

Un sanglier dans le salon est un recueil d’une vingtaine de débats et causeries, dont  sept salons Botul,. Souvent les causeries se présentent ainsi : un homme parle, écouté par des femmes diplômées et discrètes ; ou bien une femme parle des hommes (chap. 2 « Une juge pour garçons » ; chap. 17). « Mue par une exigence d’équilibre », la narratrice part « à la recherche de la voix de fille de l’humanité  ». Chemin faisant elle se joint au groupe d’action La Barbe pour aller lézarder la structure traditionnelle : homme qui s'exprime, femme qui écoute. Les chapitres 16 et 18 sont une chronique d’un hiver de ce groupe féministe. Le titre : le sanglier tirerait son nom (qui signifierait singulier, seul) des habitudes du mâle adulte de mener vie solitaire. C’est un hommage à cette part de soi qui à certains instants se sent seule bien qu’entourée. « Quand j’écris, je me moque d’être femme, homme ou sanglier  »  Ce sanglier ne charge pas systématiquement ; il le fait sans parti pris : « Le Deuxième Sexe n’était pas un bon titre. Pourquoi cette allégeance à la Bible ? »
Par suite, Dominique Sels est activiste dans le collectif d'action féministe La Barbe entre 2012 et 2016. Elle prend part à des actions  dénonçant la surreprésentation masculine : dans les secteurs politique, diplomatique, musical, mathématique, ou encore de la chimie, de l'art contemporain.

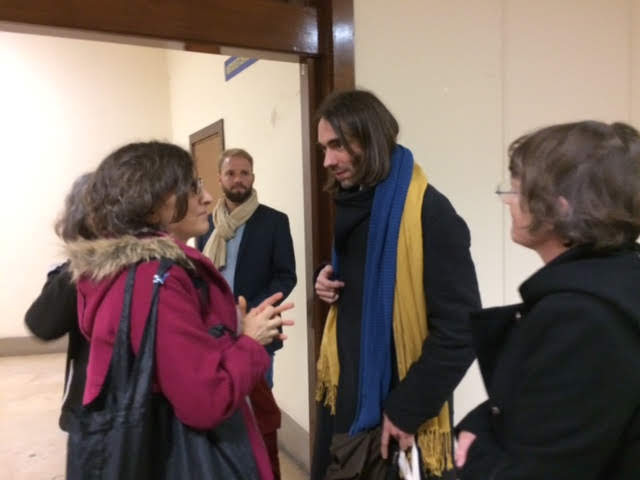
Colette Coffin, ingénieure aéronautique de formation, et Dominique Sels (en fuchsia), juste après une de leurs actions inopinées du collectif féministe La Barbe, font un bilan avec Cédric Villani, intervenant invité du colloque, dont les plateaux manquaient de femmes, notamment de femmes ingénieurs. Paris, Conservatoire national des arts et métiers, 9 novembre 2016.

## La fille substitut, notion issue de l'affaire dite «Polanski»
Dès le 6 octobre 2009 dans Libération, Dominique Sels apporte son soutien au cinéaste Roman Polanski, après son arrestation à Zurich le 26 septembre, pour une affaire remontant à 1977, où il avait été inculpé pour relations illicites avec une mineure. Prise pour une provocation, la phrase « Protégeons les filles de leur mère plutôt que de Roman Polanski » déclenche un tollé,.
Dominique Sels publie début juin 2010 San Fernando Valley (impressions), qui reprend le récit détaillé du cinéaste relatant lui-même les faits, qui se déroulèrent à San Fernando Valley (Los Angeles).
Violaine des Courières, enquêtant sur le tabou des mères complices, traverse plusieurs cas, examine entre autres  Eden en friche et San Fernando Valley. Elle cite D. Sels lorsque celle-ci met d'abord en avant l'emprise maternelle :

« L’emprise maternelle n’est pas plus enviable que la domination sociale masculine. L’emprise maternelle a l’antériorité biologique, elle est prioritaire. Des mères y possèdent leurs filles et leur transmettent un destin périmé. »

Dans San Fernando Valley (impressions), Dominique Sels s'attache à recréer avec les nuances nécessaires la rencontre entre le cinéaste et le jeune modèle. Écartant  l’outil d’analyse communément connu sous le nom de domination masculine, D. Sels interroge en effet  plutôt l'emprise  maternelle , qui exercerait quelquefois sur les destins des filles une influence passéiste.
La fille substitut, préface à la deuxième édition de San Fernando Valley (impressions), dégage la notion d'une  fille qui, envoyée à un homme par sa mère, réalise par procuration le désir sexuel de celle-ci.

« Entre l’homme et la fille a lieu le rapprochement
charnel désiré par la mère. Alors cette mère s’éveille de sa folie, elle comprend
que nul ne couche par procuration. Qu’elle a été la dupe d’elle-même ! L’acte de chair, tant décrié et
honni de l’humanité, est un acte entièrement privé,qui ne se délègue pas, dont la noblesse ne se domestique
pas, dont nul ne saurait rendre compte à qui que ce soit. La mère comprend, à la suite de cet épisode
calamiteux, que sa fille n’a pas pu y agir en simple suppléante. Révélation : sa fille est une personne, séparée
d’elle. Sa fille lui échappe enfin. Par effet de balancier, la mère entre alors dans un
deuxième type de folie, l’offusquée, la vertueuse, où
elle calomnie son prochain. Un coup de colère, où entrent divers ingrédients connus et contradictoires :
dépit physique, jalousie, dépression, courroux, drapage en dignité, calcul et plainte. »

Le fait divers lui-même qui est à l'origine de ces réflexions est très éloigné dans le temps et les lieux, donc enveloppé d’incertitude (d'où le sous-titre : impressions). D’une part, dans tous les métiers, les « coucheries transactionnelles » qui n’auraient pas procuré l’ascension professionnelle escomptée, et qui, déguisées en agression, se retrouvent au tribunal, sont difficiles à distinguer par les magistrats et desservent la cause des femmes violentées. D’autre part « les métiers du désir », comédienne ou modèle, exigent sinon un encadrement du moins une conscience très forte de ce que l’on fait.

## Publications

### Romans
- Eden en friche, Denoël, 1989  (ISBN 978-2-207-23652-9)
- Chère indolente, Denoël, 1991  (ISBN 978-2-207-23874-5)
- Camarillo, Adios les Seventies, éditions de La Chambre au Loup, 2007  (ISBN 978-2-9528451-0-6)
- Les Plus Beaux Diamants du monde, notes de nuit, éditions de La Chambre au Loup, 2007  (ISBN 978-2-9528451-1-3)
- Rêverie et Fécondité, éditions de la Chambre au Loup, 2009  (ISBN 978-2-9528451-3-7)
- Passy, éditions de la Chambre au Loup, 2017  (ISBN 978-2-37142003-8)
- La Campagne d'Ouvre-monde, éditions de la Chambre au Loup, 2019  (ISBN 978-2-37142005-2)
- Le Parc de Swann, éditions de la Chambre au Loup, 2023

### Essais, études
- Écrire pour conquérir, l’Atelier de Dauphine, propos tenus dans l’atelier de rédaction de l’université de Paris 9-Dauphine, Le Banquet de Frazé éditeur, 2004  (ISBN 978-2-9521689-0-8)
- Les mots de l'amour arrivent d'Athènes (vocabulaire de l'amour dans Le Banquet de Platon, suivi du Portrait de Socrate), étude pour le plaisir, éditions de la Chambre au Loup, 2008  (ISBN 978-2-9528451-2-0)[27]
- La Petite Maîtresse, éditions de la Chambre au Loup, 2010  (ISBN 978-2-9528451-4-4)
- San Fernando Valley, impressions, éditions de la Chambre au Loup, juin 2010 pour l'édition brochée  (ISBN 978-2-9528451-5-1) et 2011 pour l'édition numérique Kindle/Chambre au Loup (ASIN B006BG9QXE). Deuxième édition brochée, 2017  (ISBN 978-2-37142-002-1)

### Chroniques
- Un sanglier dans le salon , éditions de la Chambre au Loup, 2013  (ISBN 978-2-9528451-7-5)(broché)
  - Un sanglier dans le salon, chapitre 1, « Adolphe contre Adolphe », Adolfo Kaminsky  au salon Botul, lecture en accès libre.
  - Un sanglier dans le salon, tome numérique 1 : Sept salons Botul : Adolfo Kaminsky, une Juge, Rémi Mathis, Alain Caillol, Régis Debray, Cédric Villani et Jacqueline Carroy pour ses Nuits savantes , Kindle/Chambre au Loup, 2014  (ISBN 978-2-9528451-9-9) ; (ASIN B00HTNRF86)
  - Un sanglier dans le salon, tome numérique 3: La Barbe à Pleyel et autres rendez-vous, Kindle/ Chambre au Loup, 2014  (ISBN 978-2-37142-000-7). Ce tome contient : Natasha à la Java (soirée HF : Où sont les musiciennes ?) ; La Parole errante (débat non mixte : Des violences faites aux femmes dans le monde de l’art et de la culture) ; Beaumarchais a une poutre dans l’œil, Vous dérangez Jean-Paul Huchon, La Barbe à Pleyel ; Claire Gibault (entretien, en compagnie d’Anne-Marie Viossat).

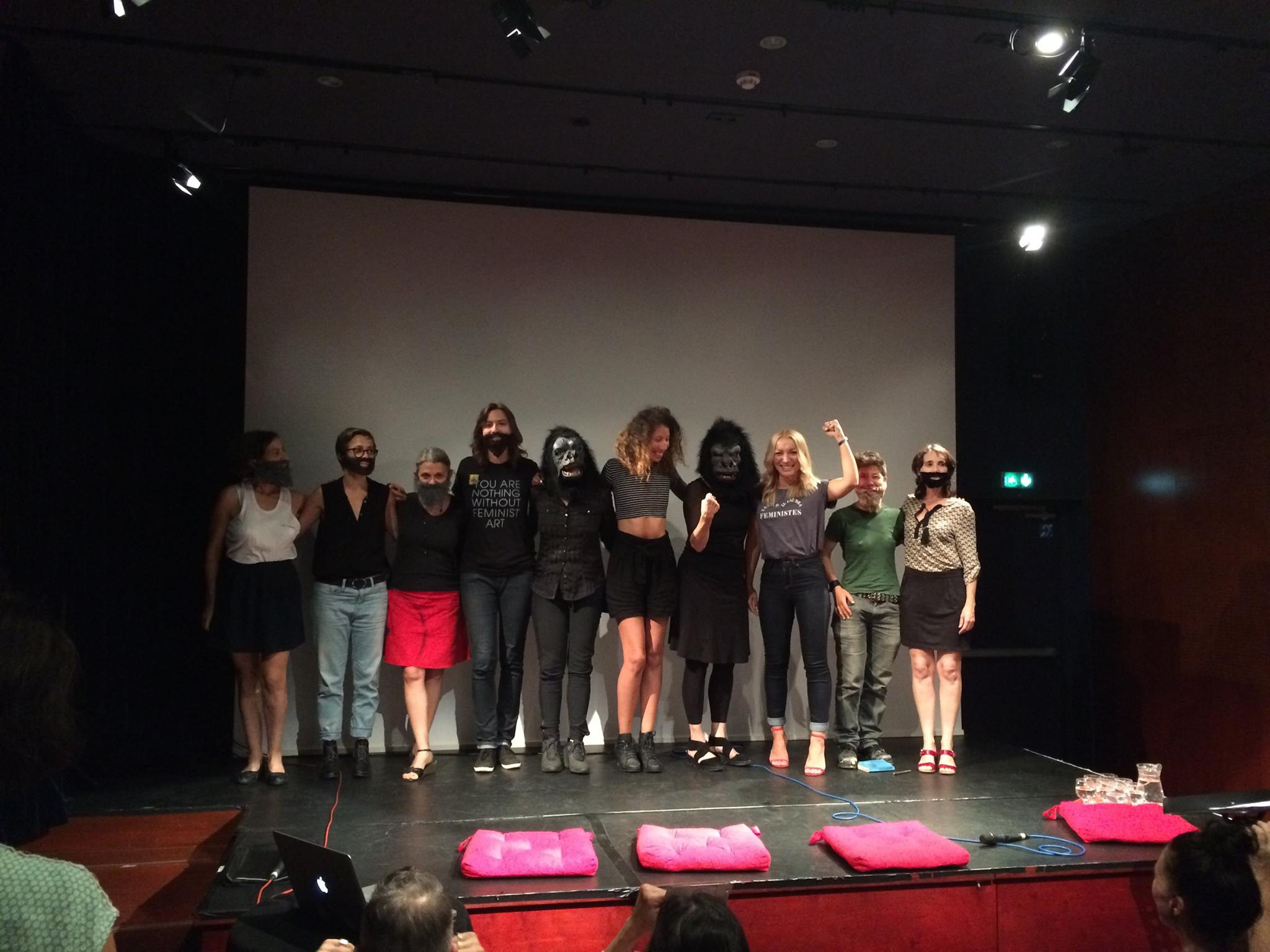
La Barbe, Femen et Guerrilla Girls – Maison des auteurs de la Société des auteurs et compositeurs dramatiques (Sacd) à laquelle appartient Dominique Sels, 1e à gauche. Inna Shevchenko, 3e droite ; clôture du Colloque Art et Féminisme, 9 09 2016

### Théâtre

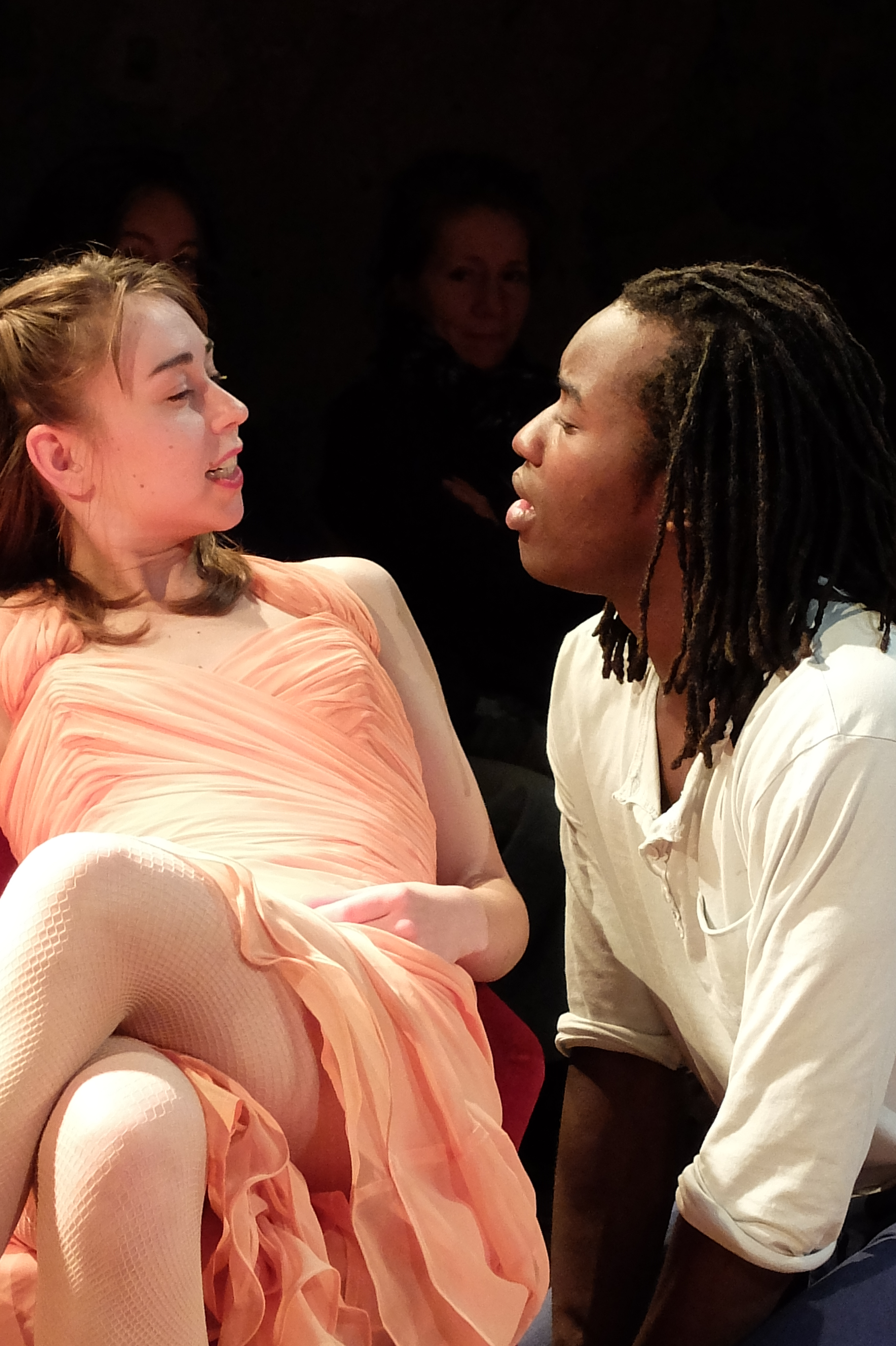
Kristel Largis-Diaz et Francis Bolela dans Festin de jeunesse.

- Festin de jeunesse, mise en scène de Sébastien Ehlinger, avec Kristel Largis-Diaz et Francis Bolela, pièce créée les 30 et 31 octobre 2015 à Paris, au studio Le Regard du Cygne. 
  - Édition brochée, La Chambre au Loup, 2017  (ISBN 978-2-37142-004-5)

### Articles
- « L’Empire des Sens a troublé Sels », Libération , 23/09/1981
- « Hôtel Bel Air », Libération, 7/08/1986
- « Stendhal et les Mathématiques, avoir 16 ans en 1799  », PLOT APMEP n°47, Mathématiques en Révolution, juin 1989, Université – BP 6759, 45017 Orléans Cedex 2, Diffusion Adecum (Association pour le développement de la culture mathématique)
- La Géométrie de Descartes , exposé pour le cours de M. Roshdi Rashed, université de Paris VII, janvier 1988. © Editions de la Chambre au Loup, 2009.
- Le désir, la jeune fille et la mère, Libération, 6/10/2009
- C’est une perle !  ,in  2 semaines avant les élections, hebdomadaire éphémère de Frédéric Pajak, 18/04/2012.
- La chronique Voir et revoir J'accuse a paru dans l'ouvrage collectif dirigé par Jean-Max Méjean, Roman Polanski[28]   éd. Gremese, Rome et Paris, novembre 2021.

#### Réception critique
À propos de la pièce Festin de jeunesse, le critique Philippe Person écrit : 

« Les deux jeunes comédiens interprétant ces deux jeunes d'avant le sida s'emparent du texte avec avidité (…) portés par ce que Dominique Sels ose leur donner à dire. »

Kristel Largis-Diaz incarne une Maud « pleine d'éclat, radieuse, constamment étonnante dans ce rôle qu'elle tire vers l'émotion qui donne la chair de poule. »

### Citations
« Par cette intrusion maternelle, on voit que Jane estime avoir la pleine propriété de Sandra, mais on ne sait pas quel devoir. De la sorte, depuis des temps immémoriaux, les mères ont interdit à leurs filles de les supplanter, tandis que les garçons passent leurs siècles à surpasser leurs pères. »

« Quand on a passé beaucoup de temps avec quelqu'un, on le transporte à vie... Nous avons des fémurs, des épaules, et nous sommes aussi faits du concert de nos conversations. Le phrasé de nos amis vit en nous. »

« Les années soixante-dix cultivent l’amour libre, cette scène s’est refermée aujourd’hui. Le plaisir explose, on l’honore, on s’incline devant lui, on l’admet en des lieux où il n’a pas à se tenir ; comme si une rétroactivité pouvait s’appliquer, on veut se rattraper. Ils sont chantés, célébrés, encouragés, les ébats amoureux des adolescentes mineures ; l’humanité y vit soudain le plaisir par procuration. Alors une femme de la génération précédente s’approche de la nouvelle liberté, n’ose pas y aller. Elle se servira de sa nièce ou de sa fille pour vivre sa propre rêverie, puis vouera aux enfers ou la jeune pécheresse ou son corrupteur, en se délectant secrètement d’imaginer comme ça a dû être bien . »